# Sigge Ljunggren
Sigge Ljunggren (i riksdagen kallad Ljunggren i Pukeby), född 20 september 1832 i Brännkyrka församling, Stockholms län, död 1 februari 1911 i Oscars församling, Stockholms stad, var en svensk journalist och riksdagsman.
Ljunggren var medarbetare på Stockholms Dagblad 1876–1909, han var också verksam som statistiker hos Stockholms stadsfullmäktige. Som politiker var han ledamot av riksdagens andra kammare 1876–1884 för Stockholms läns västra domsagas valkrets. Ljunggren är begravd på Norra begravningsplatsen utanför Stockholm.